# Cheiracanthium zhejiangense
Cheiracanthium zhejiangense är en spindelart som beskrevs av Hu och Song 1982. Cheiracanthium zhejiangense ingår i släktet Cheiracanthium och familjen sporrspindlar. Inga underarter finns listade i Catalogue of Life.